# 阿部孫左衛門 (初代)
初代 阿部 孫左衛門（孫左衞門、あべ まござえもん、1847年4月19日（弘化4年3月5日）- 1904年（明治37年）2月15日）は、日本の地主、政治家。衆議院議員、山形県東田川郡新堀村長。幼名・今吉。

## 経歴
出羽国田川郡新堀村（のち山形県東田川郡新堀村大字新堀、現酒田市）で、地主・阿部彦太郎の二男として生まれ、同村の本家・阿部孫右衛門の養子となる。
東田川郡新堀学校世話掛、飽海郡南山牛場看守人、余目勧業区連合村会議員、新堀学校通学村連合会議員、学務委員、山形県会議員、東田川郡勧業会員、新堀村長、東田川郡会議員、同郡参事会員などを務めた。
1894年3月、第3回衆議院議員総選挙に山形県第三区から出馬して当選。さらに第6回総選挙でも再選され、立憲政友会に所属して衆議院議員を通算二期務めた。
有志と荘内中学校（現山形県立鶴岡南高等学校）の設立に尽力し、また、牧畜業の改良発展に尽した。

## 親族
- 長男 阿部孫左衛門 (2代) - 衆議院議員・実業家[3]